# Tumba dos Júlios

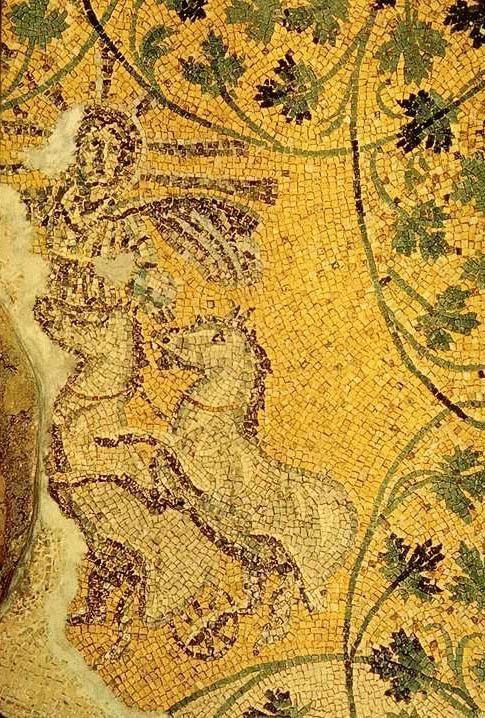
Detalhe do mosaico

A Tumba dos Júlios (Mausoléu "M") é uma antiga sepultura na Necrópole Vaticana, abaixo da Basílica de São Pedro. A descoberta fortuita perto da cripta tem um teto abobadado com um mosaico representando uma divindade solar com uma auréola cavalgando em sua carruagem, dentro de uma moldura de rinceaux de folhas de videira.
A iconografia cristã circundante, como outros mosaicos neste túmulo representando Jonas e a baleia, o bom pastor carregando um cordeiro (o motivo kriophoros) e pescadores levaram a uma interpretação da divindade como Cristo, conhecido nesta forma como "Christus-Sol" ou "Cristo-Apolo". Devido a esses símbolos, o túmulo é interpretado como uma abóbada cristã primitiva. Allen Brent o descreveu como uma "síntese entre Cristo e Apolo", no contexto da promoção do Imperador Aureliano de Sol Invictus como o deus principal do Império Romano. De acordo com Brent, Sol Invictus - "com quem Apolo também poderia ser identificado" - representava a "divindade compartilhada de todos os deuses individuais", e os criadores cristãos da Tumba dos Júlios desejavam "expressar a ordem metafísica no cosmos em termos de um sincretismo cristão".
Este túmulo foi descoberto pela primeira vez em 1574, quando operários acidentalmente romperam o teto durante algumas reformas no piso da basílica. O interior foi brevemente explorado e documentado antes que a abertura fosse selada novamente.